# گروتاماره
گروتاماره (به ایتالیایی: Grottammare) یک کومونه در ایتالیا است که در استان اسکولی پیچنو واقع شده‌است. گروتاماره ۱۷٫۶۶ کیلومتر مربع مساحت و ۱۵٬۷۱۳ نفر جمعیت دارد و ۴ متر بالاتر از سطح دریا واقع شده‌است.

## خواهرخوانده
شهرهای Sal، گیروکاستر، Itiúba، ناپل و Sant'Agata de' Goti خواهرخوانده‌های گروتاماره هستند.